# Daoy細胞
Daoy（ATCC编号HTB-186）是永生的人類原發性髓母細胞瘤細胞系，最初在1985年分離自一名4歲的白人男性癌症患者的小腦，經培養的細胞在裸鼠中很容易致瘤，並且迅速生長及易於傳代，其蛋白質組和表型目前已應用於多項研究。有研究利用DAOY細胞模型，確定蘿蔔硫素是成神经管细胞瘤細胞凋亡的新型誘導劑。

## 外部連結
- Cellosaurus entry for Daoy（页面存档备份，存于）